# سبدکچمز
سبدکچمز (به لاتین: Səbətkeçməz) یک منطقه مسکونی در جمهوری آذربایجان است که در شهرستان گدابیگ واقع شده است. سبدکچمز ۶۷۹ نفر جمعیت دارد.